# Preyssac-d'Excideuil
Preyssac-d'Excideuil is een gemeente in het Franse departement Dordogne (regio Nouvelle-Aquitaine) en telt 114 inwoners (1999). De plaats maakte deel uit van het arrondissement Périgueux. Na de aanpassing van de arrondissementsgrenzen vanaf 2017 door het arrest van 30 december 2016 behoort zij tot het arrondissement Nontron.

## Geografie
De oppervlakte van Preyssac-d'Excideuil bedraagt 3,4 km², de bevolkingsdichtheid is 33,5 inwoners per km².
De onderstaande kaart toont de ligging van Preyssac-d'Excideuil met de belangrijkste infrastructuur en aangrenzende gemeenten.

## Demografie
Onderstaande figuur toont het verloop van het inwonertal (bron: INSEE-tellingen).